# Eupithecia petersi
Eupithecia petersi là một loài bướm đêm trong họ Geometridae.